# Ewald Brenner
Ewald Brenner (Freistadt, 26 giugno 1975) è un ex calciatore austriaco, di ruolo centrocampista.

## Carriera
Debutta il 31 luglio 1996 nella sconfitta interna per 0-1 contro l'Austria Vienna.